# 三田定則
三田 定則（みた さだのり、1876年1月27日 - 1950年2月6日）は、日本の法医学者、血清学者。

## 経歴
出生から修学期
1876年、岩手県盛岡で関定昌の三男・関定則として生まれた。東京帝国大学医科大学専科で学び、1901年に卒業。1904年、岩手医科専門学校(現:岩手医科大学)創立者の三田俊次郎の養子となった。
東京帝国大学勤務時代
1901年、東京帝大医科大学医化学教室に入った。1904年に助教授となり、法医学講座に転じた。法医学講座の初代教授は法医学の父と言われた片山国嘉で、その後を継いで法医学講座を担当した。1907年にドイツ、フランスに留学を命じられ、血清学を研究。1912年に帰国。1914年、医学博士号を取得。1918年に血清化学講座を開設して教授となり、1921年からは法医学講座主任も兼任した。学界では、1920年より学術研究会議会員、1932年に帝国学士院会員に選出された。1936年に東京大学を定年退職。
台湾での活動
退任後の1936年、台湾に渡って台北帝国大学医学部の設立にあたり、医学部長となった。翌1937年には同大学総長となり、熱帯医学研究所の設立などに尽力。1941年に台北帝大総長を辞任。
1942年に帰国し、養父・三田俊次郎の後を継いで岩手医学専門学校長となった。戦後の学制改革の際には専門学校を大学へと昇格させ、地域医療を担う人材の育成に努めた。
1947年8月9日、昭和天皇が岩手県に戦後巡幸で訪れた際、天皇から「お召し」を受けて種々話し合いを持った。昭和天皇とは、1939年、台北帝国大学総長時代に午餐の陪食を賜った経緯があった。

## 受賞・栄典
- 1950年：没時、勲一等瑞宝章受勲[4][5]。

## 家族・親族
- 父：関定昌は旧盛岡藩士。
- 養父：三田俊次郎は眼科医。岩手医科専門学校の創立者。
- 実兄：関定孝は第3代盛岡市長。盛岡の女子教育の発展に努めた。
- 姪：板垣玉代は石川啄木の友人[6]。

## 逸話
森鴎外の長男である森於菟の随筆『砂に書かれた記録』（『父親としての森鴎外』所収）に次の一文がある。「昭和11年1月台湾の台北帝国大学に医学部が新設され、その部長にきまった東大教授三田定則博士から私に教授となって台北医学部解剖学第一講座を担任するよう交渉があった。叔父の小金井名誉教授もすすめたので私は受諾した。」

## 著作
著書
- 『法医学大意』松華堂書店 1928
- 『法医学講話』松華堂書店 1930
- 『自殺・他殺』鉄塔書院 1933
- 『法医学』啓明社 1933
- 『法医学』金原書店 1934
- 『血清化学の進歩と実地医学への応用』臨牀医学講座 金原商店　1935
- 『血清学領域に於ける新知見』克誠堂 1936

共著
- 『健康増進叢書 保健篇』長与又郎・佐多愛彦・藤浪鑑ほか共著 大阪毎日新聞社 1930

論文
- <三田定則